# Seznam dílů amerického seriálu Wilfred
Toto je seznam dílů amerického seriálu Wilfred.

## Přehled řad
| Řada | Díly | Premiéra v USA  | Premiéra v USA | Premiéra v ČR   | Premiéra v ČR   |
| Řada | Díly | První díl       | Poslední díl   | První díl       | Poslední díl    |
| ---- | ---- | --------------- | -------------- | --------------- | --------------- |
| 1    | 13   | 23. června 2011 | 8. září 2011   | 25. října 2012  | 17. ledna 2013  |
| 2    | 13   | 21. června 2012 | 20. září 2012  | 23. října 2014  | 15. ledna 2015  |
| 3    | 13   | 20. června 2013 | 5. září 2013   | nebylo vysíláno | nebylo vysíláno |
| 4    | 10   | 25. června 2014 | 13. srpna 2014 | nebylo vysíláno | nebylo vysíláno |

## Seznam dílů

### První řada (2011)
| Č. v seriálu | Č. v řadě | Původní název | Český název   | Režie             | Scénář                         | Premiéra v USA    | Premiéra v ČR      |
| ------------ | --------- | ------------- | ------------- | ----------------- | ------------------------------ | ----------------- | ------------------ |
| 1            | 1         | Happiness     | Štěstí        | Randall Einhorn   | David Zuckerman                | 23. června 2011   | 25. října 2012     |
| 2            | 2         | Trust         | Důvěra        | Randall Einhorn   | David Zuckerman                | 30. června 2011   | 1. listopadu 2012  |
| 3            | 3         | Fear          | Strach        | Randall Einhorn   | Eric Weinberg                  | 7. července 2011  | 8. listopadu 2012  |
| 4            | 4         | Acceptance    | Přijetí       | Randall Einhorn   | Jason Gann                     | 14. července 2011 | 15. listopadu 2012 |
| 5            | 5         | Respect       | Úcta          | Randall Einhorn   | Michael Glouberman             | 21. července 2011 | 22. listopadu 2012 |
| 6            | 6         | Conscience    | Svědomí       | Randall Einhorn   | David Baldy                    | 28. července 2011 | 29. listopadu 2012 |
| 7            | 7         | Pride         | Hrdost        | Randall Einhorn   | Jason Gann                     | 4. srpna 2011     | 6. prosince 2012   |
| 8            | 8         | Anger         | Hněv          | Victor Nelli, Jr. | Sivert Glarum a Michael Jamin  | 11. srpna 2011    | 13. prosince 2012  |
| 9            | 9         | Compassion    | Soucit        | Victor Nelli, Jr. | Patricia Breen                 | 18. srpna 2011    | 20. prosince 2012  |
| 10           | 10        | Isolation     | Izolace       | Victor Nelli, Jr. | Steve Baldikoski a Bryan Behar | 18. srpna 2011    | 27. prosince 2012  |
| 11           | 11        | Doubt         | Pochyby       | Randall Einhorn   | Reed Agnew a Eli Jorné         | 25. srpna 2011    | 3. ledna 2013      |
| 12           | 12        | Sacrifice     | Oběť          | Randall Einhorn   | Sivert Glarum a Michael Jamin  | 1. září 2011      | 10. ledna 2013     |
| 13           | 13        | Identity      | Sebeuvědomění | Randall Einhorn   | David Zuckerman                | 8. září 2011      | 17. ledna 2013     |

### Druhá řada (2012)
| Č. v seriálu | Č. v řadě | Původní název | Český název | Režie           | Scénář                                                             | Premiéra v USA    | Premiéra v ČR      |
| ------------ | --------- | ------------- | ----------- | --------------- | ------------------------------------------------------------------ | ----------------- | ------------------ |
| 14           | 1         | Progress      | Pokrok      | Randall Einhorn | David Zuckerman                                                    | 21. června 2012   | 23. října 2014     |
| 15           | 2         | Letting Go    | Vzdávání    | Randall Einhorn | Reed Agnew a Eli Jorné                                             | 28. června 2012   | 30. října 2014     |
| 16           | 3         | Dignity       | Důstojnost  | Randall Einhorn | Cody Heller a Brett Konner                                         | 5. července 2012  | 6. listopadu 2014  |
| 17           | 4         | Guilt         | Vina        | Randall Einhorn | Steve Tompkins                                                     | 12. července 2012 | 13. listopadu 2014 |
| 18           | 5         | Now           | Pochybnosti | Randall Einhorn | David Baldy                                                        | 19. července 2012 | 20. listopadu 2014 |
| 19           | 6         | Control       | Svědomí     | Randall Einhorn | Scott Prendergast                                                  | 26. července 2012 | 27. listopadu 2014 |
| 20           | 7         | Avoidance     | Vyhýbání    | Randall Einhorn | Jason Gann                                                         | 2. srpna 2012     | 4. prosince 2014   |
| 21           | 8         | Truth         | Pravda      | Randall Einhorn | David Zuckerman                                                    | 9. srpna 2012     | 11. prosince 2014  |
| 22           | 9         | Service       | Služba      | Randall Einhorn | Reed Agnew a Eli Jorné                                             | 16. srpna 2012    | 18. prosince 2014  |
| 23           | 10        | Honesty       | Upřímnost   | Randall Einhorn | Jason Gann                                                         | 23. srpna 2012    | 25. prosince 2014  |
| 24           | 11        | Questions     | Otázky      | Randall Einhorn | Cody Heller a Brett Konner                                         | 30. srpna 2012    | 1. ledna 2015      |
| 25           | 12        | Resentment    | Zášť        | Randall Einhorn | David Baldy                                                        | 13. září 2012     | 8. ledna 2015      |
| 26           | 13        | Secrets       | Tajemství   | Randall Einhorn | námět: David Zuckerman scénář: David Zuckerman a Scott Prendergast | 20. září 2012     | 15. ledna 2015     |

### Třetí řada (2013)
| Č. v seriálu | Č. v řadě | Původní název | Režie           | Scénář                     | Premiéra v USA    |
| ------------ | --------- | ------------- | --------------- | -------------------------- | ----------------- |
| 27           | 1         | Uncertainty   | Randall Einhorn | Reed Agnew a Eli Jorné     | 20. června 2013   |
| 28           | 2         | Comfort       | Randall Einhorn | Cody Heller a Brett Konner | 20. června 2013   |
| 29           | 3         | Suspicion     | Randall Einhorn | David Baldy                | 27. června 2013   |
| 30           | 4         | Sincerity     | Randall Einhorn | Jason Gann                 | 27. června 2013   |
| 31           | 5         | Shame         | Randall Einhorn | Guy Endore-Kaiser          | 11. července 2013 |
| 32           | 6         | Delusion      | Randall Einhorn | Elizabeth Tippet           | 18. července 2013 |
| 33           | 7         | Intuition     | Randall Einhorn | David Zuckerman            | 25. července 2013 |
| 34           | 8         | Perspective   | Randall Einhorn | Kevin Arrieta              | 1. srpna 2013     |
| 35           | 9         | Confrontation | Randall Einhorn | David Baldy                | 8. srpna 2013     |
| 36           | 10        | Distance      | Randall Einhorn | Jacob Young                | 15. srpna 2013    |
| 37           | 11        | Stagnation    | Randall Einhorn | Jason Gann                 | 22. srpna 2013    |
| 38           | 12        | Heroism       | Randall Einhorn | Cody Heller a Brett Konner | 29. srpna 2013    |
| 39           | 13        | Regrets       | Randall Einhorn | Reed Agnew a Eli Jorné     | 5. září 2013      |

### Čtvrtá řada (2014)
| Č. v seriálu | Č. v řadě | Původní název  | Režie           | Scénář                 | Premiéra v USA    |
| ------------ | --------- | -------------- | --------------- | ---------------------- | ----------------- |
| 40           | 1         | Amends         | Randall Einhorn | Reed Agnew a Eli Jorné | 25. června 2014   |
| 41           | 2         | Consequences   | Randall Einhorn | David Baldy            | 25. června 2014   |
| 42           | 3         | Loyalty        | Randall Einhorn | Keith Heisler          | 2. července 2014  |
| 43           | 4         | Answers        | Randall Einhorn | Matt Patterson         | 9. července 2014  |
| 44           | 5         | Forward        | Randall Einhorn | Reed Agnew a Eli Jorné | 16. července 2014 |
| 45           | 6         | Patterns       | Randall Einhorn | Ted Travelstead        | 23. července 2014 |
| 46           | 7         | Responsibility | Randall Einhorn | Jack Kukoda            | 30. července 2014 |
| 47           | 8         | Courage        | Randall Einhorn | David Baldy            | 6. srpna 2014     |
| 48           | 9         | Resistance     | Randall Einhorn | David Zuckerman        | 13. srpna 2014    |
| 49           | 10        | Happiness      | Randall Einhorn | David Zuckerman        | 13. srpna 2014    |